# Bamra marmorifera
Bamra marmorifera là một loài bướm đêm trong họ Noctuidae.